# 80 Years
"80 Years" er en sang skrevet af det danske elektro-rock-band Dúné. Det er fjerde og sidste single fra gruppens første studiealbum We Are In There You Are Out Here fra 2007. "80 Years" udkom som single den 30. januar 2008 i Danmark, godt seks måneder efter at albummet blev udgivet i Danmark, og tre måneder efter at albummet blev udgivet i Europa og Japan.
Sangen udkom på en maxi-single med fire forskellige versioner af nummeret. Allerede i 2007 var singlen udkommet i Tyskland, Østrig og Schweiz, hvor den indeholdte fem numre.
Musikvideoen til sangen er instrueret af Uffe Truust, og udkom i december 2007.

## Produktion
Sangen blev ligesom resten af We Are In There You Are Out Here indspillet i Popshit Recording Studio i Randers.

### Personel

#### Musikere
- Sang: Dúné og Mattias Kolstrup
- Kor: Cecilie Dyrberg
- Keyboards: Ole Björn Sørensen
- Synthesizer: Cecilie Dyrberg
- Guitar: Cecilie Dyrberg, Danny Jungslund og Simon Troelsgaard
- El bas: Piotrek Wasilewski
- Trommer: Malte Aarup-Sørensen
- Diverse instrumenter: Dúné

#### Produktion
- Producer: Mark Wills og Dan Hougesen
- Komponist: Mattias Kolstrup, Ole Björn Sørensen, Cecilie Dyrberg, Danny Jungslund, Simon Troelsgaard, Piotrek Wasilewski, Malte Aarup-Sørensen, Dan Hougesen og Mark Wills.
- Tekst/forfatter: Mattias Kolstrup[4]

## Sporliste
1. 80 Years (Extended Radio Version) – 3:32
2. 80 Years (Series 700 Mix) – 3:45
3. 80 Years – 3:32
4. 80 Years (Instrumental Version) – 3:22